# Sean M. Carroll

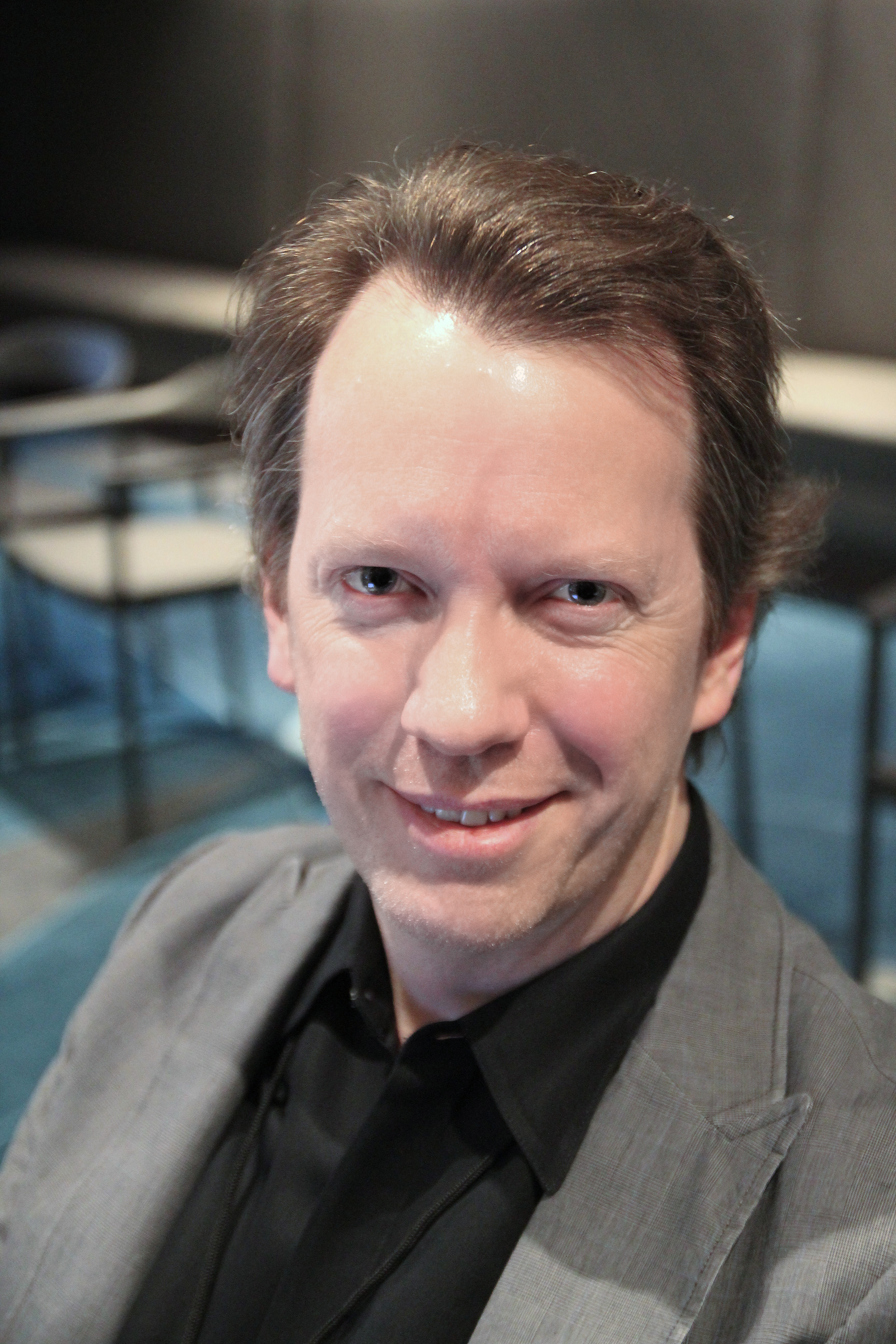
Sean M. Carroll en 2017

Sean Michael Carroll (Filadelfia, Pensilvania, 5 de octubre de 1966) es un cosmólogo y profesor de física estadounidense especializado en energía oscura y relatividad general. Es profesor investigador en el Departamento de Física en el Instituto de Tecnología de California.
Ha colaborado en el blog de física Cosmic Variance, y ha publicado en periódicos y revistas científicas como Nature, The New York Times, Sky & Telescope y New Scientist.
Ha aparecido en diversas series documentales como The Universe, del canal History; Through the Wormhole with Morgan Freeman, de Science Channell; Closer to Truth, emitido por PBS; y The Colbert Report de Comedy Central.  
Carroll es autor de Spacetime And Geometry, un manual universitario sobre relatividad general, y también ha grabado vídeos educativos sobre cosmología, la física del tiempo y el bosón de Higgs.
Es asimismo autor de tres libros de divulgación: uno sobre la flecha del tiempo, titulado From Eternity to Here: The Quest for the Ultimate Theory of Time (Desde la eternidad hasta hoy: En busca de la teoría definitiva del tiempo), otro sobre el bosón de Higgs, The Particle at the End of the Universe (La partícula al final del universo), y uno más sobre ciencia y filosofía titulado The Big Picture: On the Origins of Life, Meaning, and the Universe Itself (El gran cuadro: los orígenes de la vida, su sentido y el universo entero).